# Vârful Buteasa
Vârful Buteasa (1.792 m) este o arie protejată de interes național ce corespunde categoriei a IV-a IUCN (rezervație naturală de tip botanic), situată în vestul Transilvaniei, pe teritoriul județului Bihor.

## Localizare
Aria naturală se află în ramura nordică a Munților Bihorului (grupă montană a Munților Apuseni, aparținând lanțului carpatic al Occidentalilor), pe teritoriul administrativ al comunei Budureasa (în nord-vestul Padișului) din sud-estul județului Bihor.

## Descriere
Rezervația naturală a fost declarată arie protejată prin Legea Nr.5 din 6 martie 2000 (privind aprobarea Planului de amenajare a teritoriului național - Secțiunea a III-a - zone protejate, publicată în Monitorul Oficial al României, Nr.152 din 12 aprilie 2000) și se întinde pe o suprafață de 2 hectare. Aceasta se suprapune ariei de protecție specială avifaunistică - Munții Apuseni - Vlădeasa și sitului de importanță comunitară Buteasa.
Rezervația naturală Vărful Buteasa adăpostește o gamă diversă de vegetație subalpină cu specii de molid columnar (Picea abies columnaris), zâmbru (Pinus cembra), anin verde (Alnus viridis), jneapăn (Pinus mugo) și ienupăr pitic (Juniperus sibirica). La nivelul ierburilor sunt întâlnite câteva rarități floristice protejate la nivel european prin Directiva 92/43/CE (anexa I-a) din 21 mai 1992 (privind conservarea habitatelor naturale și a speciilor de faună și floră sălbatică); printre care: omag galben (Aconitum anthora), ghințură punctată (Gentiana punctata) sau bulbuc de munte (Trollius europaeus).

## Obiective turistice aflate în vecinătate
- Biserica de lemn „Sfântul Gheorghe” din satul Saca, construcție 1724, monument istoric.
- Biserica romano - catolică "Sf. Treime" din Beiuș, construcție 1752, monument istoric.
- Biserica "Sf. Mare Mucenic Dimitrie Izvorâtor de Mir" din Beiuș, construcție 1800, monument istoric.
- Biserica ortodoxă "Sf. Arhangheli Mihail și Gavriil" din Beiuș, monument istoric[8].
- Stațiunea montană de odihnă și tratament Stâna de Vale
- Ariile protejate: Parcul Natural Apuseni, Ferice - Plai (sit SCI), Valea Iadei cu Syringa josichaea, Peștera Cetatea Rădesei, Piatra Grăitoare, Peștera Smeilor de la Onceasa, Peștera Vacii, Sistemul Carstic Peștera Cerbului - Avenul cu Vacă.